# 萍乡煤矿

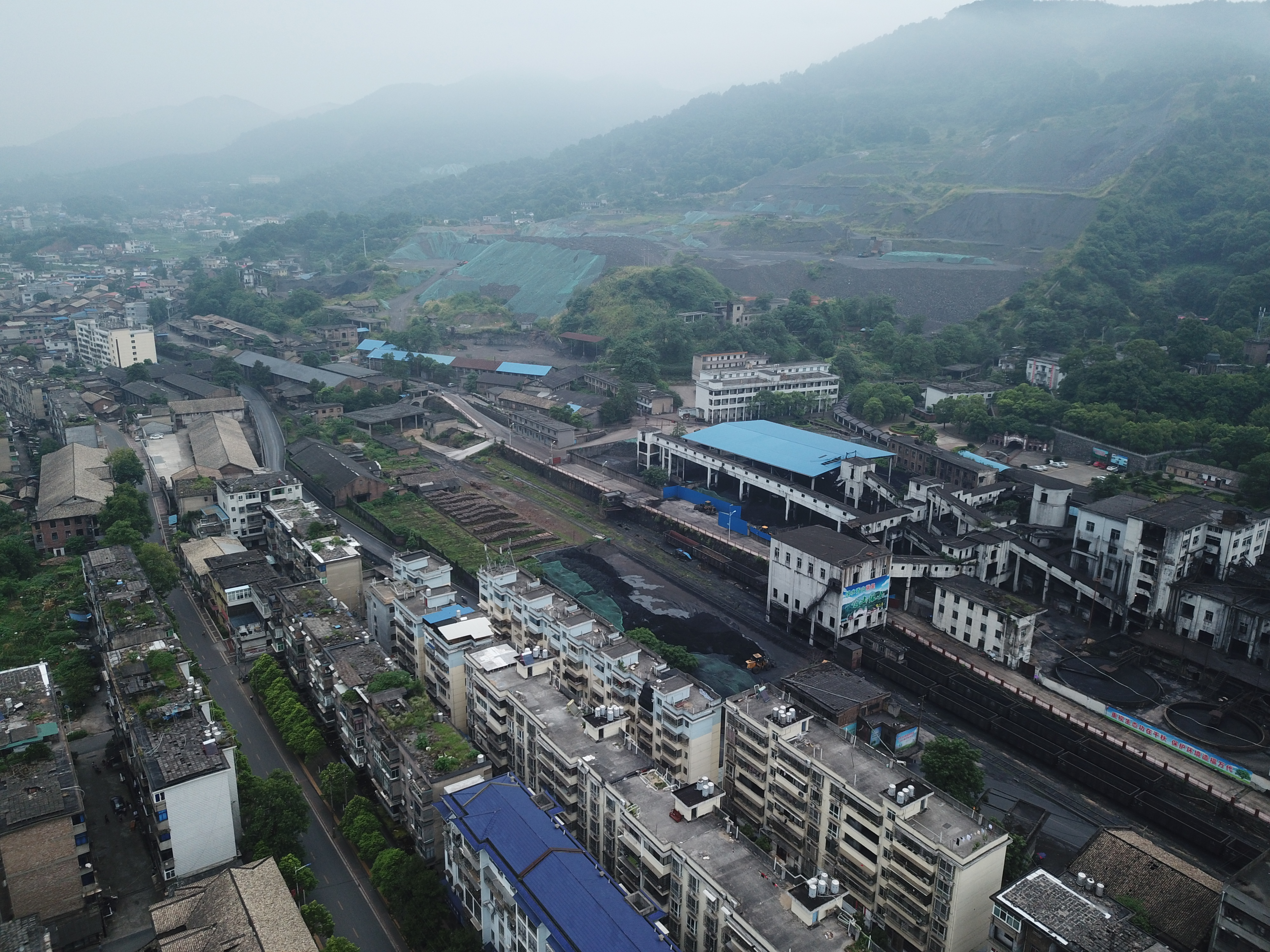
安源煤矿

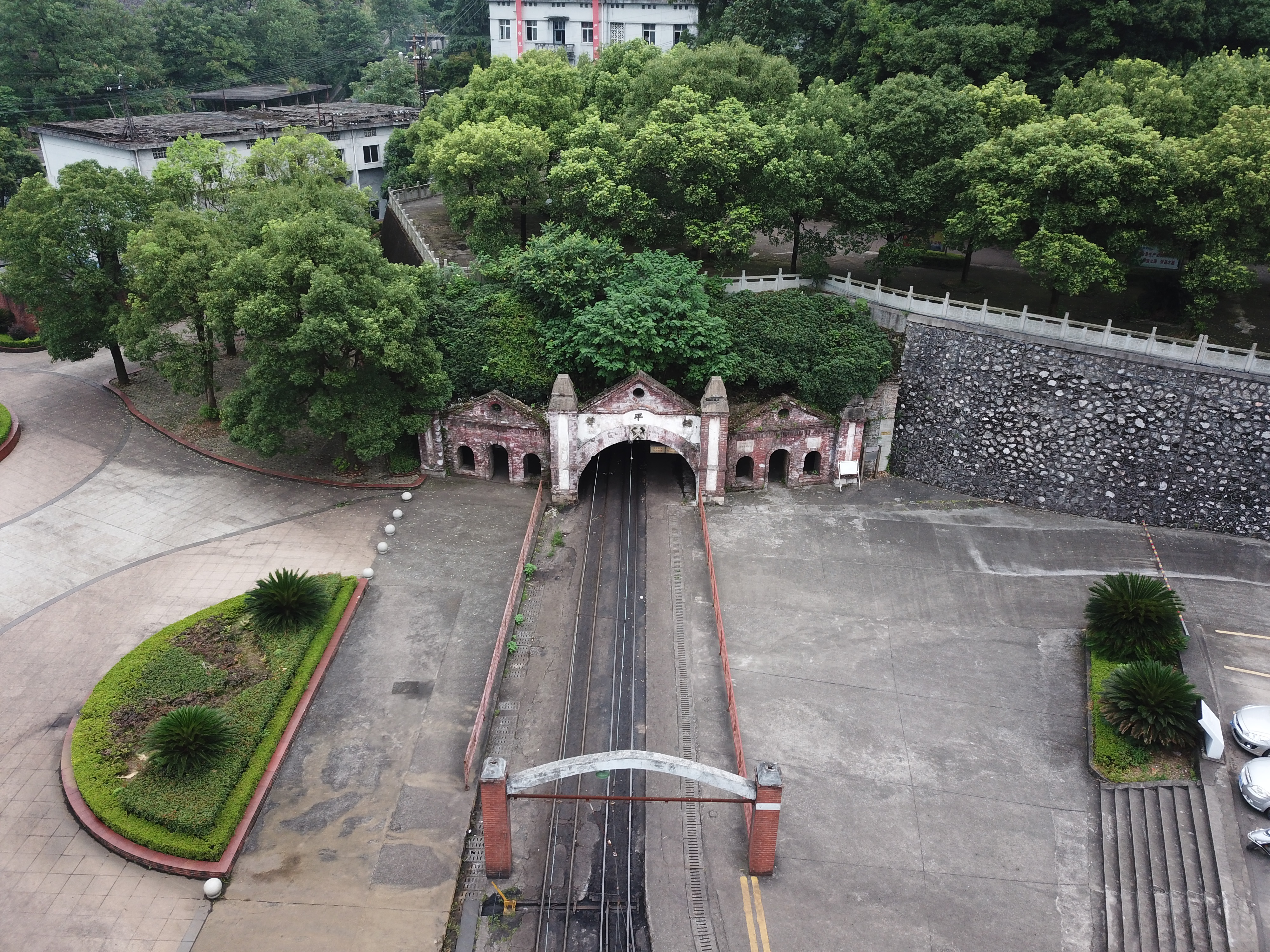
总平巷

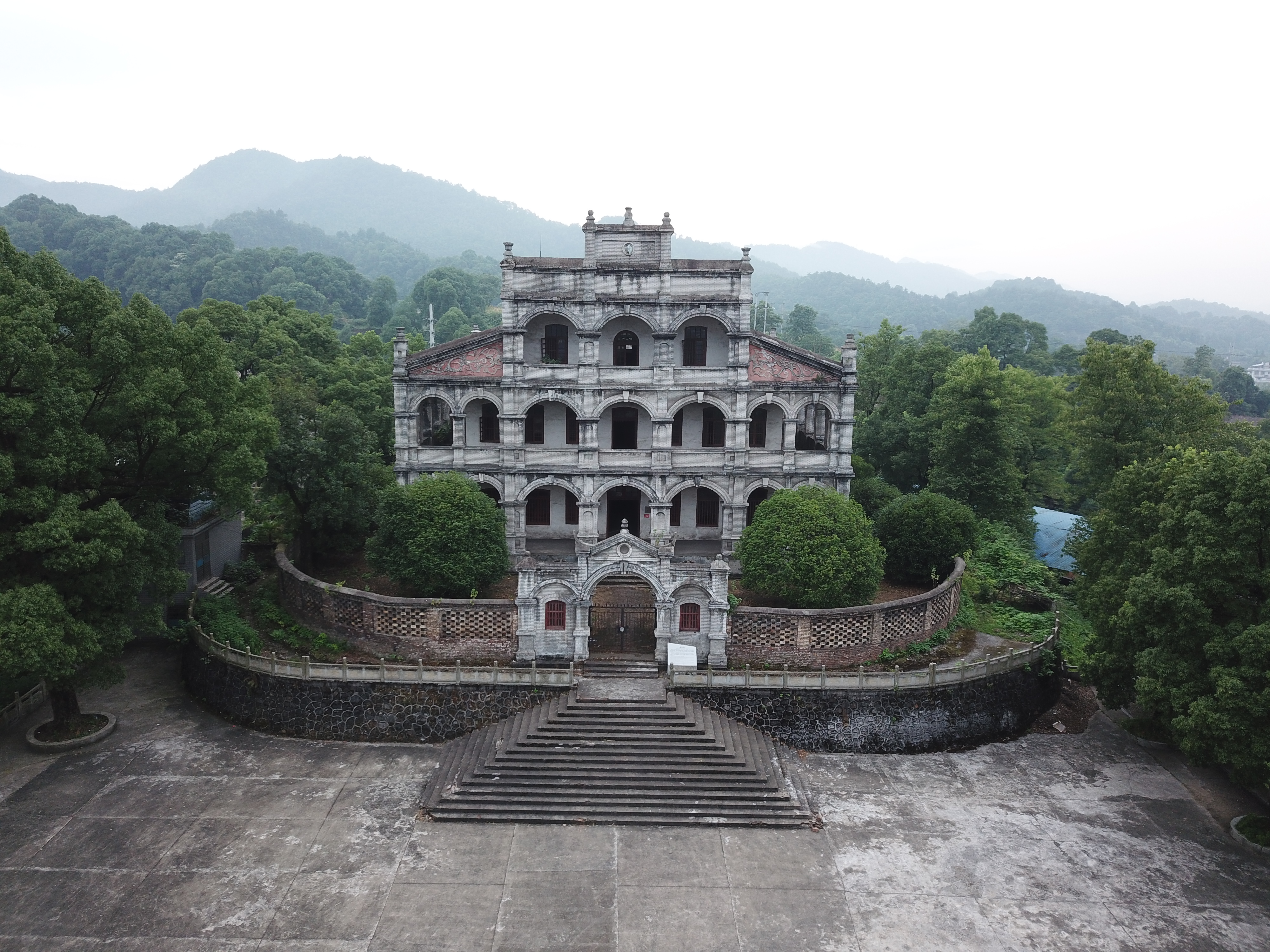
盛公祠

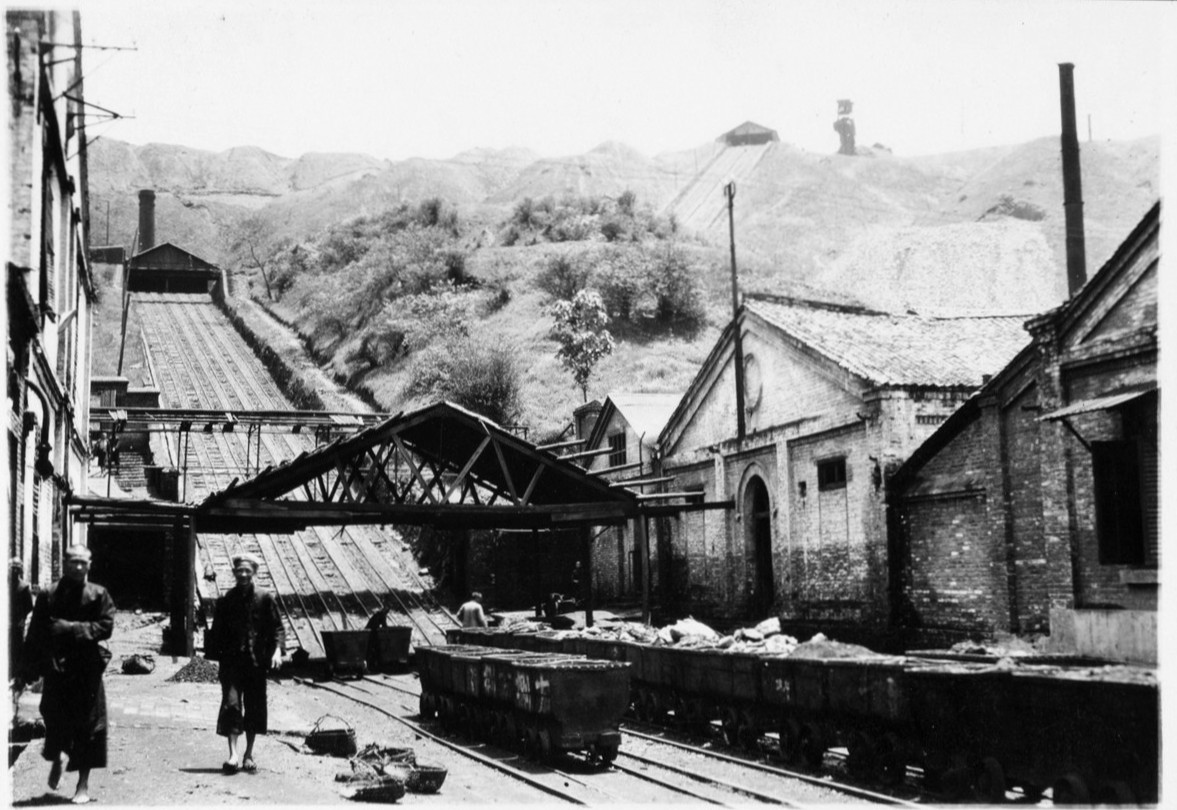
1937年左右的安源煤矿

萍乡煤矿或称安源煤矿、萍乡安源煤矿，位于今江西省萍乡市安源区境。是自晚清时，在萍乡县境为配合汉阳铁厂而开采的煤矿，被认为是中国钢铁工业的摇篮。

## 历史
清末大臣、官商盛宣怀为解决汉阳铁厂燃料问题，引进西方技术，于1898年3月创建萍乡等处煤矿总局，煤矿于1906年投产。又为煤炭运输，修建株萍铁路。首任矿长张赞宸。萍乡煤矿是中国近代工业史上，最早采用机械生、运输、洗煤、炼焦的煤矿。1922年，中国共产党在萍乡煤矿和株萍铁路工人中发起罢工运动，是为安源路矿工人大罢工。